# Васильев, Николай Александрович (вице-адмирал)
Николай Александрович Васильев (1807—1877) — русский военно-морской деятель, контр-адмирал Свиты (1855), вице-адмирал, Астраханский гражданский губернатор.

## Биография
Из дворянской семьи. Вероятнее всего, брат художника Алексея Александровича Васильева, который исполнил два его портрета. 
Обучался в Морском кадетском корпусе, из которого выпущен в 1824 году на Черноморский флот. Спустя десять лет, в 1834 году, был капитан-лейтенантом в Гвардейском экипаже. В 1839 году Н. А. Васильев был произведён в капитаны 2-го ранга, а  1841 году — в капитаны 1-го ранга и назначен начальником штаба Кронштадтского порта. 
В 1848 году он стал контр-адмиралом, а в 1853 году был переведён в Астрахань на должность командира Астраханского порта. Эту должность адмирал Васильев в 1854—1857 годах совмещал с должностью Астраханского гражданского губернатора. С 1857 года числился «состоящим по флоту», С 1862 года и до 1870-х годов был адмиралом для особых поручений при главнокомандующем Кавказской армией.

## Награды
- Орден Святой Анны 4 степени (1828).
- Орден Святого Георгия 4 степени за выслугу лет (1846).
- Орден Святого Станислава 1 степени (1850).
- Орден Святой Анны 1 степени (1862).
- Орден Святого Владимира 2 степени с мечами (1861).
- Орден Белого Орла (1864).
- Знак отличия беспорочной службы XXV (1850).
- Орден Льва и Солнца  (Персия; 1856)
- Бриллиантовый перстень с вензелем императора (1846).

## Галерея

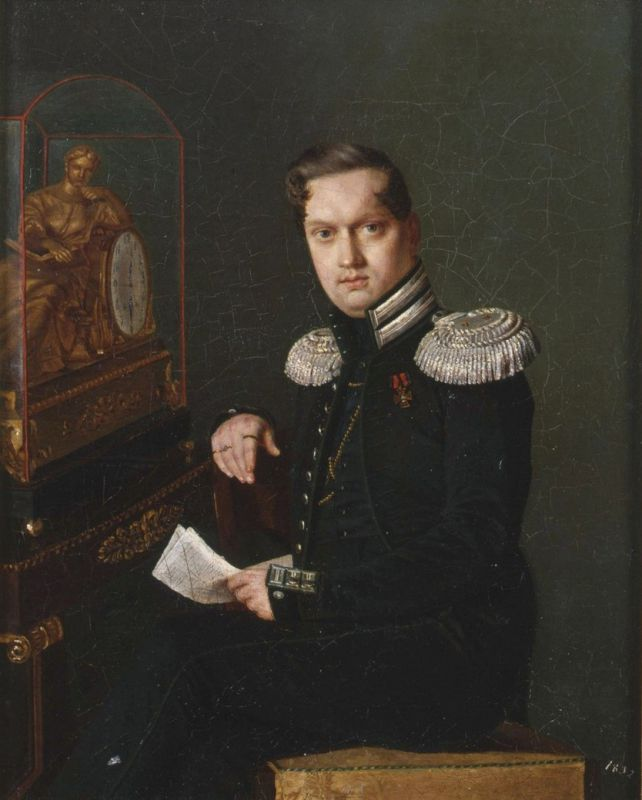
Алексей Александрович Васильев. Портрет морского офицера Николая Александровича Васильева, брата художника (?). 1832, Государственный музей изобразительных искусств имени А. С. Пушкина, Москва.
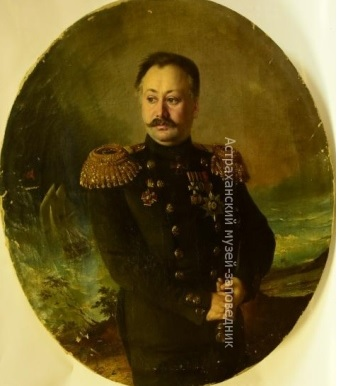
Неизвестный художник. Портрет вице-адмирала Николая Александровича Васильева. Музей военного учебно-научного центра ВМФ Военно-морской академии им. адмирала флота Советского Союза Н.Г. Кузнецова.